# Wilhelm Johannsen (Admiral)
Wilhelm Johannsen (* 27. Januar 1894 in Buxtehude; † 6. November 1956) war ein deutscher Ingenieur und Konteradmiral (Ing.) der Kriegsmarine.

## Leben
Wilhelm Johannsen trat im Oktober 1911 in die Kaiserliche Marine ein. Später war er bis März 1915 auf der Moltke, kam dann bis September 1915 an die Ingenieur- und Deckoffizierschule und für einen Monat zur I. Werftdivision. Ein Jahr diente er dann wieder auf der Moltke. Von Oktober 1916 bis März 1917 war er auf der Vulkan. Anschließend war er Leitender Ingenieur auf UB 28 (bis November 1917), auf UC 60 (bis August 1918) und auf U 98 (bis Kriegsende). Zum 18. Juli 1918 war er zum Marine-Ingenieur im Range eines Leutnants zur See ernannt worden.
Nach dem Krieg wurde er in die Reichsmarine übernommen und hier am 1. Februar 1922 Oberleutnant zur See (Ing.). Am 1. April 1926 wurde er Kapitänleutnant (Ing.), war 1929 Kraftfahroffizier bei der Marinestation der Ostsee, 1930 auf der Köln und ein Jahr später Assistent bei der Marineversorgungsstelle Swinemünde.
Am 1. Oktober 1936 zum Fregattenkapitän des Marineingenieurwesens befördert, war er im gleichen Jahr  Leiter der Marineausrüstungsstelle Swinemünde. Bis Juni 1940 blieb er in dieser Position. Anschließend war er bis September 1942 Stationsingenieur bei der Marinestation der Ostsee. Von September 1942 bis Februar 1944 war er Direktor des Marineausrüstungs- und Reparaturbetriebs Narvik (Maureb). Am 1. Januar 1943 wurde er Konteradmiral (Ing.). Anschließend war er bis Februar 1945, unterbrochen durch eine Besetzung im November/Dezember 1944 durch Kapitän zur See (Ing.) Heinrich Vöge, Direktor des Kriegsmarinearsenals Drontheim. Nach dem Krieg kam er in Kriegsgefangenschaft, aus welcher er im Dezember 1946 entlassen wurde.
Wilhelm Johannsen liegt auf dem Kieler Nordfriedhof begraben.